# Diaea dorsata
Diaea dorsata  (лат.) — вид пауков семейства пауки-бокоходы (Thomisidae).
Вид колонизировал большую часть Палеарктики от Великобритании и Португалии на западе до Восточной Сибири и Японии на востоке. С севера на юг ареал простирается от Скандинавии до Болгарии и далее на восток до Ирана. Ареал охватывает зоны умеренного и средиземноморского климата. Встречается почти по всей Европе, кроме Ирландии, Исландии и Греции.
Головогрудь зелёного цвета. Самцы имеют тёмную область в районе глаз. Ноги зелёные. Опистосома (брюшко у паукообразных) кремово-жёлтая с тёмно-коричневыми краями. Длина тела самцов 3—4 мм, длина тела самок — 5—7,3 мм.
Этот вид встречается преимущественно в вечнозелёных и хвойных лесах. Охотится на листьях кустарников и деревьев, таких как дуб, бук, тис и среди хвойных деревьев. Он также может быть найден в листовой подстилке и на опушке среди травы. Самки охраняют яйца в гнезде, которое покрыто толстым слоем шёлка и размещается в частично согнутом листе.